# Сексенбаев
Сексенбаев (каз. Сексенбаев, до 199? г. — Большевик) — село в Казталовском районе Западно-Казахстанской области Казахстана. Входит в состав Казталовского сельского округа. Код КАТО — 274830400.
Село расположено на реке Малый Узень.

## Население
В 1999 году население села составляло 250 человек (130 мужчин и 120 женщин). По данным переписи 2009 года, в селе проживало 220 человек (120 мужчин и 100 женщин).